# Sektion Reutlingen des Deutschen Alpenvereins
Die Sektion Reutlingen des Deutschen Alpenvereins (D.A.V.) e. V. (kurz DAV Reutlingen) ist eine Sektion des Deutschen Alpenvereins in Reutlingen. Sie wurde am 19. Dezember 1905 gegründet. Der DAV Reutlingen ist somit eine der älteren und mit 11.539 Mitgliedern (Stand: 31. Dezember 2024) auf Platz 21 eine der größten Sektionen des Deutschen Alpenvereins und damit auch einer der größten Sportvereine Deutschlands.

## Sektionsvorsitzende
Eine chronologische Übersicht über alle Präsidenten der Sektion seit Gründung:
| Amtszeit  | Präsident         |
| --------- | ----------------- |
| 1905–1933 | Emil Roth         |
| 1933–1945 | Gustav Gross jr.  |
| 1945–1949 | –                 |
| 1949–1950 | Gerd Fröb         |
| 1950–1968 | Herbert Anner     |
| 1969–1983 | Walter Schöllkopf |
| 1983–2001 | Bert Wenzler      |
| 2001–2016 | Helmut Kober      |
| Aktuell   | Jochen Ammann     |

## Hütten der Sektion
Verwall
- Kaltenberghütte, 2089 m (erbaut 1928)
- Neue Reutlinger Hütte, 2395 m (erbaut 1970)

### Ehemalige Hütte
- Alte Reutlinger Hütte

## Kletteranlagen
- DAV Kletterzentrum in Reutlingen[5]
- Kletter- und Boulderzentrum Reutlingen[6]

## Partnersektionen
- SAC Sektion Aarau[7]
- Stroud Rambling Club[8]
- Die Verwallrunde:[9] In der Initiative Verwall-Runde haben sich 9 Sektionen zusammengeschlossen.[10]